# Caius Sulpicius Gallus (Kr. e. 243)
Caius Sulpicius Gallus (Kr. e. 3. század) ókori római politikus, az előkelő patricius Sulpicia gens tagja volt. Apját Caiusnak, nagyapját Serviusnak hívták. Kr. e. 243-ban consul volt.
A Kr. e. 166-ban szintén consuli hivatalra jutó, hasonló nevű Caius Sulpicius Gallusszal nem tisztázott rokoni kapcsolata, mindenesetre utóbbinak apját is, nagyapját is Caiusnak nevezték, azaz legfeljebb nagyapa-unoka viszonyt feltételezhetünk.